# بيتر بوند
بيتر بوند (Peter Pond) هو جندي و رحالة ومستكشف ورسام خرائط أمريكي. ولد في مدينة ميلفورد في كينيكتيكت عام 1739 م ومات عام 1807 م. كان تاجر فراء ومؤسس شركة نورث ويست. ومن أهم إنجازاته هو رسم خرائط لمناطق شمالية والتياشتهرت في أوروبا وكانت متداولة عالميا في القرن الثامن عشر.

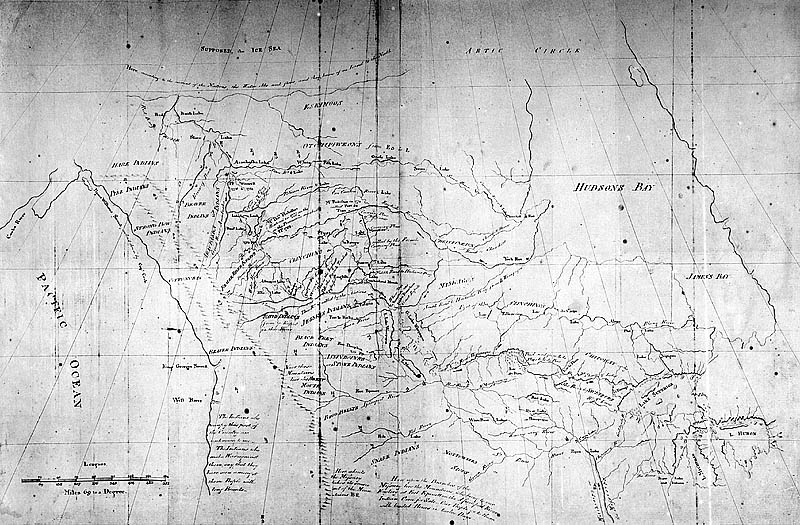
نسخة من خارطة منطقة آتاباسكا رسمها بيتر بوند عام 1785م (محفوظات كندا الوطنية)

## سيرته
بدأ بيتر بوند عمله كتاجر فراء مع والده في مدينة ديترويت بولاية ميشيغن. وكان تشمل تجارته ولايتي مينيسوتا وويسكونسن.
ومن خلال عمله تعرف على ألكسندر هنري، سيمون ماكتافيش، والاخوه توماس. ومعا أسسوا شركة نورث ويست والتي نافست بشدة شركة هادسون باي. وفي سببل البحث عن مصادر جديدة للفراء قام باستكشاف المناطق الواقعة غربي البحيرات الكبرى. وفي عام 1778 أنشأ موقع للتجارة على ملتقى نهر ستورغيون ونهر ساسكاتشوان الشمالي فيما أصبح فيما بعد مدينة برنس البرت في ساسكاتشوان التي تحولت إلى معلم تاريخي.
في عام 1783م استكشف منطقة آتاباسكا. وبمساعدة السكان الأصليين رسم خريطة دقيقة للمنطقة. وبسبب عصبيته الزائدة، اتهم بجريمتي قتل. ومع انه حكم بالبراءة، فإن شركاءه استبدلوه بألكسندر ماكينزي ومنثم ترك الشركة في عام 1788م. وفي عام 1790م، باع كل أسهمه في الشركة إلى وليم ماكيلفراي وعاد إلى ميلفورد حيث توفي بعام 1807م.

## مواقع خارجية
- 'قاموس السير الذاتية الكندي
- البحث عن الثراء، المجموعات الكندية
- موقع جمعية بيتر بوند